# Liste des édifices labellisés « Patrimoine du XXe siècle »

Cet article recense les édifices labellisés « Patrimoine du XXe siècle » en France.

## Listes

### Départements
Liste par département :
- Auvergne-Rhône-Alpes :
  - Ain
  - Allier
  - Ardèche
  - Cantal
  - Drôme
  - Haute-Loire
  - Haute-Savoie
  - Isère
  - Loire
  - Puy-de-Dôme
  - Rhône
  - Savoie

- Bourgogne-Franche-Comté :
  - Côte-d'Or
  - Doubs
  - Haute-Saône
  - Jura
  - Nièvre
  - Saône-et-Loire
  - Territoire de Belfort
  - Yonne

- Bretagne :
  - Côtes-d'Armor
  - Finistère
  - Ille-et-Vilaine
  - Morbihan

- Centre-Val de Loire :
  - Cher
  - Eure-et-Loir
  - Indre
  - Indre-et-Loire
  - Loir-et-Cher
  - Loiret

- Corse :
  - Corse-du-Sud
  - Haute-Corse

- Grand Est :
  - Ardennes
  - Aube
  - Bas-Rhin
  - Haute-Marne
  - Haut-Rhin
  - Marne
  - Meurthe-et-Moselle
  - Meuse
  - Moselle
  - Vosges

- Guadeloupe

- Guyane

- Hauts-de-France :
  - Aisne
  - Nord
  - Oise
  - Pas-de-Calais
  - Somme

- Île-de-France :
  - Essonne
  - Hauts-de-Seine
  - Paris
  - Seine-et-Marne
  - Seine-Saint-Denis
  - Val-de-Marne
  -  Val-d'Oise
  - Yvelines

- Martinique

- Mayotte

- Normandie :
  - Calvados
  - Eure
  - Manche
  - Orne
  - Seine-Maritime

- Nouvelle-Aquitaine :
  - Charente
  - Charente-Maritime
  - Corrèze
  - Creuse
  - Deux-Sèvres
  - Dordogne
  - Gironde
  - Haute-Vienne
  - Landes
  - Lot-et-Garonne
  - Pyrénées-Atlantiques
  - Vienne

- Occitanie :
  - Ariège
  - Aude
  - Aveyron
  - Gard
  - Gers
  - Haute-Garonne
  - Hautes-Pyrénées
  - Hérault
  - Lot
  - Lozère
  - Pyrénées-Orientales
  - Tarn
  - Tarn-et-Garonne

- Pays de la Loire :
  - Loire-Atlantique
  - Maine-et-Loire
  - Mayenne
  - Sarthe
  - Vendée

- Provence-Alpes-Côte d'Azur :
  - Alpes-de-Haute-Provence
  - Alpes-Maritimes
  - Bouches-du-Rhône
  - Hautes-Alpes
  - Var
  - Vaucluse

- La Réunion

### Villes
- Bordeaux
- Grenoble
- Limoges
- Lyon
- Saint-Étienne
- Valence